# Lill-Galbergsträsket
Lill-Galbergsträsket är en sjö i Kalix kommun i Norrbotten och ingår i Sangisälvens huvudavrinningsområde. Sjön har en area på 0,0569 kvadratkilometer och ligger 78,9 meter över havet. Sjön avvattnas av vattendraget Kölbäcken.

## Delavrinningsområde
Lill-Galbergsträsket ingår i det delavrinningsområde (734993-182361) som SMHI kallar för Mynnar i Korpikån. Medelhöjden är 64 meter över havet och ytan är 14,02 kvadratkilometer. Det finns inga avrinningsområden uppströms utan avrinningsområdet är högsta punkten. Kölbäcken som avvattnar avrinningsområdet har biflödesordning 3, vilket innebär att vattnet flödar genom totalt 3 vattendrag innan det når havet efter 39 kilometer. Avrinningsområdet består mestadels av skog (78 procent). Avrinningsområdet har 0,39 kvadratkilometer vattenytor vilket ger det en sjöprocent på 2,8 procent.